# Hit and Run (Webserie)
Hit and Run ist eine 5-teilige Webserie von Lea Becker aus dem Jahr 2018. Sie handelt von der 17-Jährigen Zoë, gespielt von Sophia Schober, die ohne Führerschein das Auto ihres Vaters in den Graben setzt und nun genau ein Wochenende Zeit hat, die Spuren zu verwischen, bevor ihre Eltern aus dem Urlaub zurückkommen. Produziert wurde die Serie von funk (ZDF), sie erschien am 2. Februar 2018 auf YouTube und der funk-Mediathek. Premiere feierte die Serie auf dem Filmfestival Max-Ophüls-Preis in Saarbrücken.

## Handlung
In einer Partynacht am letzten Wochenende der Sommerferien setzt Zoë mit ihren Freunden das Auto ihrer Eltern in den Graben und fährt dabei ein Reh an. Einen Führerschein hat sie selbstredend nicht. Jetzt hat Zoë genau ein Wochenende lang Zeit, um das Auto aus dem Graben zu holen und das Blut von der Motorhaube zu kratzen.
Doch ihre Freunde scheinen nur an sich zu denken: Der immer etwas zu extreme Schorschi will sich erst einmal nur abschießen, und Zoës bester Kumpel Ben kümmert sich nur um seine Freundin Alina, denn die hat sich beim Unfall offenbar eine Gehirnerschütterung zugezogen. Als dann auch noch Zoës aufdringlicher Ex-Freund Basti auf den Plan tritt und sie erpresst, scheint das Maß voll zu sein.
Zum Glück weiß Tarik einen möglichen Weg aus der Misere. Aber werden die Freunde seinen Plan noch rechtzeitig in die Tat umsetzen können? Denn obwohl es Alina immer schlechter geht, müssen die Freunde zuerst die nervige Grillparty von Bens Eltern über sich ergehen lassen. Während sie sich in immer größere Schwierigkeiten verstricken, wird ihr Verhältnis auf eine harte Probe gestellt. Schnell ist klar, dass sie nicht unbeschadet aus der Angelegenheit herauskommen.

## Produktion
Gedreht wurde die Serie von funk, einem Online-Medienangebot von ARD und ZDF, und der ZDF-Redaktion Das kleine Fernsehspiel. Die Redaktion haben Max Fraenkel und Milena Seyberth. Regie führt Lea Becker, die gemeinsam mit den Autoren Timo Baer, Anja Scharf und Henning Pulß und dem Produzenten Florian Schneider die Serie entwickelt hat. Die Produktion liegt bei der Münchener Produktionsfirma lüthje schneider hörl | FILM.

### Influencer
Die Serie wurde am 2. Februar 2018 auch auf YouTube veröffentlicht. Sie soll 14- bis 18-Jährige ansprechen. Um Zuschauer dieser Altersgruppe zu erreichen, wurde die Rolle der Alina mit der YouTuberin Sonny Loops besetzt. Zudem wurden kleinere Rollen an Youtuber, wie Hannah, Dr. Allwissend und Transgender-Influencer Kim Nala vergeben.

## Presse
- „cool, authentisch und witzig“ – Jetzt (SZ)[12]
- „Das Feeling dieser Lebensphase fängt Hit And Run so authentisch ein, dass man fast selbst nochmal 17 sein will“ – Noizz[13]
- „lebendig und intensiv“ – Spiesser.de[14]